# Antonio Fessia
Antonio Fessia (Torino, 27 novembre 1901 – Borgomasino, 19 agosto 1968) è stato un ingegnere meccanico italiano.

## Biografia
Nato a Torino nel novembre 1901, Antonio Fessia si laurea in ingegneria industriale meccanica nel luglio del 1923 al Politecnico di Torino.
Dopo la parentesi del servizio militare, nel 1925 entra alla Fiat dove concorre alla progettazione di autoveicoli, tra cui la 508 Balilla, la 500 Topolino, la 6 cilindri 1500 e lo storico modello 1100, e di motori aeronautici (tra cui l'AS.6, l'A.74, l'A.80, l'A.82, l'A.84), alcuni dei quali equipaggiarono velivoli utilizzati nel secondo conflitto mondiale.
Nel periodo bellico ricopre la carica di Direttore degli Uffici Tecnici Centrali, poi, nella primavera del 1946, lascia la casa torinese per approdare alla CEMSA-Caproni in qualità di Direttore dell'Ufficio Tecnico Progettazione Vetture, dove rimane fino al 1949.
Alla CEMSA-Caproni, progetta e realizza un prototipo con motore boxer (ovvero a cilindri orizzontali contrapposti) a 4 cilindri e a trazione anteriore, la F.11, una vettura interessante sotto molti aspetti ma che non avrà seguito produttivo per motivi di carattere economico-finanziario.
Nel quinquennio 1950-54 collabora, in veste di consulente, con la Ducati, la Pirelli e la NSU-Fiat di Heilbronn.
Nel 1955 viene chiamato alla Lancia, dove, a partire dal 27 marzo, gli viene conferita la carica di Direttore Centrale Tecnico.
In seno alla casa torinese, dopo essersi occupato della Lancia Appia (che rinnova, dando vita alla seconda serie) ed aver contribuito alla progettazione della Lancia Flaminia, concretizza l'idea della trazione anteriore con la Lancia Flavia, che è la prima vettura italiana di serie ad adottare quella soluzione che all'epoca era considerata all'avanguardia.
I freni a disco sulle 4 ruote con il doppio circuito e l'Impianto d'alimentazione a iniezione sono due tra le più significative innovazioni progettuali che, in ambito Lancia, si devono a Fessia.
Dopo una lunga malattia dovuta a un tumore all'addome, assistito dalla moglie e dai tre figli, muore alla fine dell'estate del 1968 nella casa di campagna di Borgomasino, comune dal quale proveniva la sua famiglia e dove aveva ricoperto per diversi anni la carica di sindaco.